# Sydney McLaughlin-Levrone
Sydney McLaughlin-Levrone (* 7. August 1999 in New Brunswick, New Jersey) ist eine US-amerikanische Leichtathletin, die sich auf den 400-Meter-Hürdenlauf spezialisiert hat, aber auch auf der 400-Meter-Flachstrecke startet. Sie wurde Weltmeisterin und Olympiasiegerin über die Hürden und verbesserte mehrmals den Weltrekord.

## Familie und Jugend
McLaughlin ist die Zweitjüngste von insgesamt vier Geschwistern. Ihre Eltern waren beide ebenfalls in der Leichtathletik aktiv, Vater Willie lief die 400 Meter in 45,30 s und wurde bei den US-Meisterschaften 1983 Achter über diese Distanz, Mutter Mary war in der High School 400- und 800-Meter-Läuferin. Auch ihr zwei Jahre älterer Bruder Taylor ist Langsprinter und gewann bei den U20-Weltmeisterschaften 2016 Silber über 400 Meter Hürden.
Sydney McLaughlin selbst begann im Alter von sechs Jahren mit der Leichtathletik.
Im Juni 2014 stellte sie über die 100 Meter Hürden mit 13,34 s eine Weltbestleistung für 14-Jährige auf.

## Sportkarriere
Anfang Juli 2014 wurde sie bei den US-amerikanischen U20-Meisterschaften hinter der über vier Jahre älteren Shamier Little Zweite im 400-Meter-Hürdenlauf in 55,63 s und erzielte damit wiederum eine Weltbestleistung in ihrer Altersklasse.
Während Little später Juniorenweltmeisterin bei den U20-Weltmeisterschaften 2014 wurde, durfte die sportlich ebenfalls qualifizierte McLaughlin auf Grund ihres Alters noch nicht teilnehmen.
Im Folgejahr 2015 verbesserte sich McLaughlin bei den nationalen Trials für die U18-Weltmeisterschaften 2015 auf 55,28 s, neben einer Weltbestleistung für 15-Jährige lief sie damit auch die zweitbeste jemals erzielte Zeit einer unter 18-Jährigen. Bei den Jugendweltmeisterschaften im kolumbianischen Cali gewann sie wenig später in 55,94 s mit Meisterschaftsrekord Gold.
Im Juni 2016 steigerte McLaughlin sich auf 54,46 s und erzielte damit U18-Weltbestleistung und einen US-amerikanischen U20-Rekord.
Nach einem Sieg bei den US-amerikanischen U20-Meisterschaften in 54,54 s trat sie im Folgemonat bei den U.S. Olympic Trials 2016 an, bei denen sie ihren Vorlauf sowie ihr Halbfinale gewann und im Finale in 54,15 s auf Platz drei einkam. Damit qualifizierte sie sich als jüngste Athletin seit Carol Lewis, die sich 1980 für die später boykottierten Olympischen Spiele in Moskau qualifizierte, für ein US-amerikanisches Leichtathletik-Olympiateam und stellte neben erneuter U18-Weltbestleistung auch einen U20-Weltrekord auf.
Bei den Olympischen Spielen 2016 in Rio de Janeiro schied sie wenige Tage nach ihrem 17. Geburtstag in 56,22 s als Fünfte ihres Halbfinales aus.
Ende Januar 2017 war McLaughlin zusammen mit Emma Coburn, Brenda Martinez und Jenny Simpson Teil einer Medley-Staffel (1200 m – 400 m – 800 m – 1600 m), die in dieser Disziplin in 10:40,31 min Hallenweltbestleistung lief.
In der Sommersaison unterbot sie Anfang Juni ihren eigenen U20-Weltrekord mit 54,03 s.
Drei Wochen später verbesserte sie diese Zeit bei den US-Meisterschaften in 53,82 s erneut, wobei sie als Sechste die Qualifikation für die Weltmeisterschaften in London verpasste.
Im Dezember lief sie in 36,12 s eine U20-Hallenweltbestleistung über 300 Meter. Dies war zugleich ihr erstes Rennen für das Leichtathletikteam der University of Kentucky, zuvor hatte McLaughlin die Union Catholic Regional High School besucht. In Kentucky wurde Edrick Floréal ihr Trainer.
Für Kentucky wurde McLaughlin im März 2018 bei den Hallenmeisterschaften der National Collegiate Athletic Association (NCAA) über 400 Meter in 50,36 s Zweite, im 200-Meter-Lauf belegte sie in 22,80 s Rang 4.
Mit ihrer Zeit über 400 Meter unterbot sie wie auch bereits zwei Wochen zuvor (50,52 s) den bestehenden U20-Weltrekord von Sanya Richards-Ross (50,82 s im Jahr 2004). Über die Hürden verbesserte sie ihren U20-Weltrekord im April zunächst auf 53,60 s, steigerte sich aber bereits gut zwei Wochen später bei den Meisterschaften der Southeastern Conference erneut auf 52,75 s. Bei den NCAA-Meisterschaften im Juni gewann sie schließlich in 53,96 s. Mit der 4-mal-400-Meter-Staffel belegte sie Platz vier. Danach gab sie bekannt, damit ihr letztes College-Rennen absolviert zu haben und zukünftig als Profiathletin aktiv zu sein. Im Oktober unterschrieb sie einen Vertrag beim Sportartikelhersteller New Balance und im November wurde bekannt, dass sie zukünftig von Joanna Hayes, der 100-Meter-Hürdenolympiasiegerin von 2004, trainiert wird.

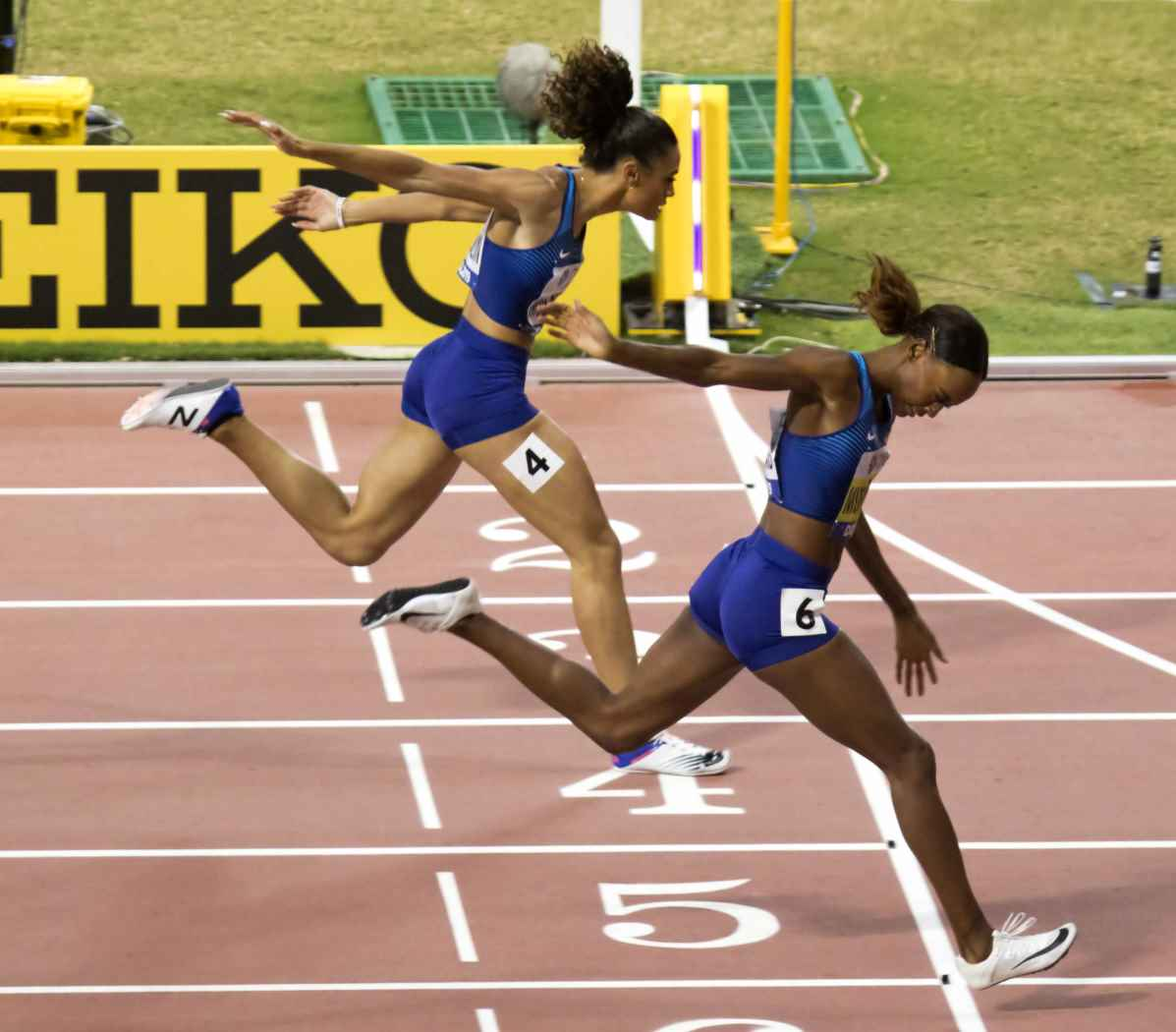
McLaughlin (links) hinter Muhammad beim Zieleinlauf der Weltmeisterschaften 2019

In ihrem ersten Profijahr gewann McLaughlin 2019 über die Hürden die Diamond-League-Rennen in Oslo und Monaco, in Shanghai wurde sie über die flachen 400 Meter Zweite. Im Juli qualifizierte sie sich bei den US-Meisterschaften als Zweitplatzierte hinter der Weltrekord laufenden Dalilah Muhammad mit Saisonbestleistung von 52,88 s für die Weltmeisterschaften in Doha.
Dort wurde McLaughlin mit einer persönlichen Bestleistung von 52,23 s erneut Zweite hinter Muhammad und gewann die Silbermedaille. Mit der 4-mal-400-Meter-Staffel gewann sie in 3:18,92 min die Goldmedaille.
2020 bestritt sie keinen der wegen der COVID-19-Pandemie rar gesäten Wettkämpfe, wechselte im Sommer ihren Trainer und schloss sich der Trainingsgruppe unter Bob Kersee an, der unter anderem die 400-Meter-Läuferin Allyson Felix angehört.
Im Frühjahr 2021 absolvierte McLaughlin zum ersten Mal seit 2014 mehrere 100-Meter-Hürdenrennen. Dabei steigerte sie viermal ihre Bestleistung, schließlich auf 12,65 s.
Bei den U.S. Olympic Trials 2020 am 27. Juni 2021 (verschoben wegen der COVID-19-Pandemie) lief sie im Finale über die 400 Meter Hürden mit 51,90 s einen neuen Weltrekord und blieb dabei als erste Frau der Welt unter 52 Sekunden; dabei schlug sie zugleich die bisherige Weltrekordlerin Dalilah Muhammad, die in diesem Rennen Zweite wurde.
Bei den Olympischen Spielen 2021 in Tokio unterbot McLaughlin im finalen Wettkampf ihrer Disziplin den erst wenige Wochen zuvor von ihr aufgestellten Weltrekord um 0,44 Sekunden. Sie siegte vor Dalilah Muhammad, die ebenfalls unter der alten Bestmarke blieb. Danach holte McLaughlin gemeinsam mit Muhammad, Allyson Felix und Athing Mu Gold in der 4-mal-400-Meter-Staffel.
Bei den US-Meisterschaften 2022 gewann sie in 51,41 s den Titel und stellte ein weiteres Mal einen neuen Weltrekord auf. Etwa einen Monat später blieb sie beim Saisonhöhepunkt, den Weltmeisterschaften in Eugene, als erste Frau über 400 Meter Hürden unter 51 Sekunden. Mit der Weltrekordzeit von 50,68 s wurde sie mit deutlichem Vorsprung Weltmeisterin vor Femke Bol und Dalilah Muhammad, die beide nicht unter 52 Sekunden kamen.
Am 9. Juni 2023 startete sie zum ersten Mal als Profi über 400 Meter und erreichte mit 49,71 s hinter Marileidy Paulino den zweiten Platz beim Diamond League Meeting in Paris.
Bei den US-Meisterschaften 2023 am 9. Juli in Eugene, Oregon lief sie die 400 Meter flach in neuer persönlicher Bestleistung und Weltjahresbestleistung von 48,74 s.
Am 30. Juni 2024 verbesserte McLaughlin in Eugene ihren eigenen Weltrekord über die 400 Meter Hürden auf 50,65 s. Diesen Rekord verbesserte sie am 8. August 2024 auf 50,37 s bei den Olympischen Spielen in Paris und gewann damit die Goldmedaille. Eine weitere Goldmedaille gewann sie mit der 4-mal-400-Meter-Staffel.

## Privates
Am 5. Mai 2022 heiratete McLaughlin den ehemaligen NFL-Spieler Andre Levrone Jr.
McLaughlin ist zudem bekennende Christin. Bei der Pressekonferenz nach ihrem Olympiasieg in Paris sagte sie, dass ihre sportliche Begabung ein Geschenk Gottes sei.

## Persönliche Bestzeiten
- 200 Meter: 22,07 s, 18. Mai 2024 in Los Angeles
  - 200 Meter (Halle): 22,68 s, 9. März 2018 in College Station
  - 300 Meter (Halle): 36,12 s, 8. Dezember 2017 in Bloomington
- 400 Meter: 48,74 s, 9. Juli 2023 in Eugene
  - 400 Meter (Halle): 50,36 s, 10. März 2018 in College Station
- 100 Meter Hürden: 12,65 s (+2,0 m/s), 9. Mai 2021 in Walnut
  - 60 Meter Hürden (Halle): 8,17 s, 15. März 2015 in New York City
- 400 Meter Hürden: 50,37 s, 8. August 2024 in Paris (Weltrekord)

## Internationale Meisterschaften
| Jahr | Wettbewerb              | Austragungsort | Rang     | Distanz      | Zeit        |
| ---- | ----------------------- | -------------- | -------- | ------------ | ----------- |
| 2015 | U18-Weltmeisterschaften | Cali           | 1.       | 400 m Hürden | 55,94 s     |
| 2016 | Olympische Spiele       | Rio de Janeiro | 5. (HF1) | 400 m Hürden | 56,22 s     |
| 2019 | Weltmeisterschaften     | Doha           | 1.       | 4 × 400 m    | 3:18,92 min |
| 2019 | Weltmeisterschaften     | Doha           | 2.       | 400 m Hürden | 52,23 s     |
| 2021 | Olympische Spiele       | Tokio          | 1.       | 400 m Hürden | 51,46 s WR  |
| 2022 | Weltmeisterschaften     | Eugene         | 1.       | 400 m Hürden | 50,68 s WR  |
| 2024 | Olympische Spiele       | Paris          | 1.       | 400 m Hürden | 50,37 s WR  |

## Auszeichnungen
- 2022: Welt-Leichtathletin des Jahres